# Pure Guava
Pure Guava är det amerikanska rockbandet Weens tredje studioalbum, släppt den 10 november 1992. Det är bandets första album som släpptes av ett stort skivbolag, i det här fallet Elektra Records. Alla av Weens album upp till White Pepper (2000) släpptes även av Elektra.
Pure Guva innehåller låten "Push th' Little Daisies", bandets mest framgångsrika låt. Det var bandets andra singel och den enda singeln som släpptes från albumet. 
Entertainment Weekly kritiken Bill Wyman betygsatte albumet B+, och AllMusic kritiken Heather Phares gav albumet 5 av 5 i betyg.

## Låtlista
Alla låtar skrevs av Ween.
1. "Little Birdy" - 3:30
2. "Tender Situation" - 3:40
3. "The Stallion Pt. 3" - 3:30
4. "Big Jilm" - 2:10
5. "Push th' Little Daisies" - 2:48
6. "The Goin' Gets Tough from the Getgo" - 2:08
7. "Reggaejunkiejew" - 4:51
8. "I Play It Off Legit" - 3:20
9. "Pumpin' 4 the Man" - 1:30
10. "Sarah" - 2:09
11. "Springtheme" - 3:00
12. "Flies on My Dick" - 3:26
13. "I Saw Gener Cryin' in His Sleep" - 1:48
14. "Touch My Tooter" - 2:23
15. "Mourning Glory" - 5:14
16. "Loving U Thru It All" - 2:28
17. "Hey Fat Boy (Asshole)" - 1:53
18. "Don't Get 2 Close (2 My Fantasy)" - 3:23
19. "Poop Ship Destroyer" - 2:16

## Musiker
- Dean Ween - gitarr, sång (låt 1, 2, 4, 6, 7, 8, 9, 13 och 16)
- Gene Ween - sång (alla låtar förutom låt 1, 2, 7 och 13)
- Mean Ween - sång på "Little Birdy"
- Guy Heller - sång på "Flies on My Dick"
- Scott Lowe - sång, vissling
- Larry Curtin - sång, vissling
- Andrew Weiss - bas